# 21. ožujka
21. ožujka (21. 3.) 80. je dan godine po gregorijanskom kalendaru (81. u prijestupnoj godini).
Do kraja godine ima još 285 dana.

## Događaji
- 1804. – Code Napoléon je prihvaćen kao francuski građanski zakon.
- 1919. – Proglašena Mađarska sovjetska republika.
- 1990. – Nekada poznata kao Jugozapadna Afrika, Namibija je stekla neovisnost od Južne Afrike, a Sam Nujoma je prisegnuo za prvog predsjednika.

| - 1295. – Henrik Suzo, njemački blaženik († 1366.) - 1685. – Johann Sebastian Bach, njemački skladatelj († 1750.) - 1839. – Modest Petrovič Musorgski, ruski skladatelj († 1881.) - 1879. – Josip Hatze, hrvatski skladatelj i dirigent († 1959.) - 1909. – Šime Vučetić, hrvatski književnik († 1987.) - 1913. – Ivan Goran Kovačić, hrvatski pjesnik († 1943.) - 1927. – Hans-Dietrich Genscher, njemački političar († 2016.) - 1928. – Zvonimir Berković, hrvatski filmski scenarist i redatelj († 2009.) - 1929. – Viktor Žmegač, hrvatski književni teoretičar, kroatist, germanist, muzikolog, književnik i akademik († 2022.) - 1949. – Lush Gjergji, albanski katolički svećenik - 1952. – Anto Kovačević, hrvatski filozof, publicist i političar († 2020.) - 1959. – Nobuo Uemacu, japanski skladatelj - 1960. – Ayrton Senna, brazilski vozač Formule 1 († 1994.) - 1980. – Marit Bjørgen, norveška sportašica - 1980. – Ronaldinho, brazilski nogometaš - 1989. – Jordi Alba, španjolski nogometaš - 1992. – Robert Budak, hrvatski kazališni, televizijski i filmski glumac († 2019.) - 1992. – Karolína i Kristýna Plíšková, češke tenisačice | - 543. – Sveti Benedikt (* o. 480.) - 1801. – Andrea Luchesi, talijanski skladatelj (* 1741.) - 1927. – Gajetan Bulat, hrv. političar i prevoditelj (* 1867.), - 1963. – Josip Pavičić, hrvatski književnik (* 1895.) - 2011. – Mario Bogliuni, hrvatski pijanist, orguljaš i skladatelj (* 1935.) |

## Blagdani i spomendani
- Svjetski dan šuma
- Svjetski dan pjesništva
- Svjetski dan geodeta
- Međunarodni dan borbe protiv rasne diskriminacije
- Nacionalni dan invalida rada u Hrvatskoj
- Novruz (perz. نوروز) - tradicijski početak nove godine u Iranu

## Imendani
- Serapion
- Vesna
- Kristijan